# Weltbürgerbewegung

Weltbürger-Flagge

Die Weltbürgerbewegung wurde 1948 durch Garry Davis ins Leben gerufen, der sich selbst als „Weltbürger Nr. 1“ bezeichnete.

## Geschichte
Am 22. November 1948 unterbrach Davis zusammen mit Gesinnungsfreunden die Vollversammlung der Vereinten Nationen. Die Gruppe rief zu einer Weltversammlung, zur Errichtung einer Weltverfassung und einer Weltregierung auf. Im Anschluss daran bildeten namhafte Intellektuelle ein Unterstützungskomitee, darunter waren Albert Einstein, Albert Camus, Emmanuel Mounier, André Breton, Richard Wright und Carlo Levi. Zu einer großen Versammlung in Paris erschienen 17.000 Teilnehmer. Alle Menschen der Welt wurden dazu aufgerufen, sich zu „Weltbürgern“ zu erklären.
Am 1. Januar 1949 wurde das Internationale Weltbürgerregister in Paris eröffnet. Innerhalb von zwei Jahren ließen sich 750.000 Menschen aus mehr als 150 Ländern als Weltbürger registrieren.
Aus dieser Bewegung sind verschiedene Organisationen und Institutionen hervorgegangen, darunter Registre des Citoyens du Monde (Weltbürgerregister) in Paris, Association of World Citizens mit Sitz in San Francisco, World Government of World Citizens, World Citizen News und World Service Authority in Washington, D.C., World Citizen Foundation in New York und World Constitution and Parliament Association in Colorado.
Eingetragene Weltbürger, die das Anliegen öffentlich aktiv unterstützten, waren u. a. die Nobelpreisträger Linus Pauling, Lord John Boyd Orr, Alfred Kastler und Bertrand Russell.

## Der „World Passport“
Die World Service Authority stellt einen kostenpflichtigen Fantasie-„Weltpass“ aus, der jedoch nirgendwo offiziell anerkannt wird. Sie behauptet unter Berufung auf Visastempel und sehr alte Regierungsschreiben, der Pass werde in mehreren Ländern akzeptiert oder sogar anerkannt. In Wirklichkeit handelt es sich jedoch um Fehler und Nachlässigkeiten der Mitarbeiter der Einwanderungsbehörden bei der Kontrolle und der Regierungsbehörden. Inzwischen werden Mitarbeiter sogar offiziell darauf hingewiesen, dass der Fantasiepass kein akzeptables Reisedokument ist. Die World Service Authority ließ als PR-Aktion den Fantasiepass auch für Julian Assange und Edward Snowden ausfertigen.

## Abgrenzung zum Weltföderalismus
Als Weltföderalisten bezeichnet man Menschen, die sich für eine nach föderalistischen Prinzipien organisierte Weltordnung einsetzen. Die Nationalstaaten sollen nicht aufgehoben werden, sondern für das Allgemeinwohl alle Souveränitätsrechte an internationale Institutionen übertragen.